# السلف (الضليعة)

'

تعديل مصدري - تعديل

السلف هي إحدى قرى عزلة الضليعة بمديرية الضليعة التابعة لمحافظة حضرموت، بلغ تعداد سكانها 269 نسمة حسب تعداد اليمن لعام 2004.